# Itaubal
Itaubal – miasto w Brazylii, w stanie Amapá. W 2010 roku liczyło 1754 mieszkańców.